# 施塔瑙
施塔瑙（德語：Stanau，發音：[ˈʃtaːnaʊ]）是德国图林根州萨勒-奥拉县曾经的一个市镇，面积4.28平方千米，2017年12月31日人口为117人。2019年1月1日，施塔瑙并入市镇奥拉河畔诺伊施塔特。